# Gaig centreamericà
El gaig centreamericà (Cyanocorax melanocyaneus) és una espècie d'ocell de la família dels còrvids (Corvidae) que habita selva humida, boscos i matolls de Guatemala, El Salvador, Hondures i nord de Nicaragua.